# Jacques d'Édesse
Jacques d'Édesse (en syriaque Ya'quv Urhoyo), né vers 633 dans le village de 'Aïn-Dibha (« la source du loup »), non loin d'Antioche et mort le 5 juin 708 au monastère de Teleda (Tell 'Adda), à 50 km à l'ouest d'Alep, est un évêque d'Édesse et l'un des plus éminents écrivains religieux et chroniqueur de langue syriaque. Il fut surnommé l'« Interprète des livres » (Mpachqono da-kthové) par excellence.

## Biographie
Il naquit au moment de la conquête musulmane de la Syrie, membre de l'Église syrienne monophysite (dite jacobite). Il étudia au monastère de Kennesrin, près du site de Karkemish, sur l'Euphrate. C'est l'époque où y enseignait Sévère Sebôkht (mort en 667), et il y eut pour condisciple (plus âgé) Athanase de Balad (futur patriarche Athanase II). Il y apprit notamment le grec et l'exégèse biblique. Il partit ensuite pour Alexandrie afin d'achever sa formation et y aurait notamment étudié l'œuvre de Jean Philopon. Après son retour en Syrie, il fut nommé évêque d'Édesse ; selon Bar-Hebraeus, il le fut par son ami Athanase de Balad, devenu patriarche en 683 ou 684, mort en 686 ou 687. Apparemment il se montra trop rigide dans l'application du droit canonique, et suscita une levée de boucliers dans le clergé de son diocèse. Il sollicita le soutien du patriarche (à l'époque Julien II, successeur d'Athanase) et de ses collègues évêques, mais ils refusèrent d'intervenir. Jacques se rendit alors devant la porte du couvent où résidait le patriarche, et il brûla un exemplaire du code de droit canon, en criant à l'adresse de Julien : « Je brûle comme totalement inutiles ces canons que tu foules aux pieds sans en tenir aucun compte ! » Abandonnant son diocèse, où il fut remplacé par un certain Habbibh, il se retira au monastère de Kaisum, près de Samosate (mod. Samsat, en Turquie), sur l'Euphrate. Il avait été évêque pendant trois ou quatre ans.
Quelque temps après, il accepta l'invitation du monastère de Mor Eusébhona, entre Alep et Antioche, et il y enseigna pendant onze ans la lecture de la version grecque de la Bible (la Septante et la version originale du Nouveau Testament) : la connaissance du grec s'était perdue dans le clergé syrien de l'époque, bien que les versions syriaques du Nouveau Testament fussent traduites du grec. Mais la « haine des Grecs » était très vive dans une partie de l'Église jacobite, et il dut finalement quitter Mor Eusébhona pour s'installer au « grand monastère » voisin de Tell 'Adda ; il y travailla pendant neuf ans à sa révision du texte de l'Ancien Testament. Il joua un rôle important dans un synode convoqué en 706 par le patriarche Julien II. À la mort de Habbibh, on le rappela à Édesse, où il séjourna pendant quatre mois, avant de repartir à Tell 'Adda retrouver sa bibliothèque et ses disciples. Il y mourut juste après.
Selon William Wright, Jacques d'Édesse joua dans son Église le même rôle que saint Jérôme dans l'Église latine. Homme d'une grande culture pour son temps, connaissant le syriaque, le grec et un peu d'hébreu, demandant d'ailleurs sur ce point l'assistance de savants juifs qu'il cite souvent, il fut à la fois théologien, philosophe, géographe, naturaliste, historien, grammairien et traducteur. Il correspondit avec de nombreux disciples qui sollicitaient son avis sur des sujets très variés.

## Œuvre
Le travail auquel Jacques d'Édesse a consacré le plus de temps et sûrement attaché le plus d'importance est sa révision du texte de l'Ancien Testament, à partir des différentes versions, notamment grecques et syriaques, à sa disposition (c'est-à-dire fondamentalement la Septante et la Peshitta qui dérivent indépendamment de la version hébraïque). Il s'efforça d'en établir le texte le plus authentique, à la manière des massorètes juifs, en vocalisant le texte syriaque, en ajoutant des notes sur l'identification des mots et leur prononciation, en donnant en marge les différentes leçons qu'il avait trouvées. Il divisa les livres en chapitres et donna un sommaire pour chaque chapitre. Il accompagna le texte de nombreuses scholies dont certaines reprennent les travaux, notamment, de Sévère d'Antioche, et qui furent utilisées par les commentateurs et auteurs de « chaînes » des siècles postérieurs. Seulement des portions de la révision du texte ont survécu : presque tout le Pentateuque et le livre de Daniel, conservés à Paris (BN Syr. 26 et 27) ; les deux livres de Samuel, le début des Rois et la prophétie d'Isaïe à la British Library (Add. 14429 et 14441).
Jacques est aussi l'auteur d'un Hexaéméron (ou Hexaméron), c'est-à-dire d'un commentaire du récit de la création du monde au début de la Genèse. La création du monde de Jean Philopon aurait servi de modèle à l'ouvrage, qui se présente comme une série de sept « discours » (memré), introduite par un dialogue entre Jacques et un de ses disciples nommé Constantin qui l'interroge ; le premier discours porte sur les « puissances célestes et angéliques », décrites (noms, qualités, catégories, etc.) selon ce qu'en dit la Bible ; le second sur la création du ciel et de la terre, avec une mise en relation du système des quatre éléments d'Aristote, qui est exposé, et des données de la Genèse ; le troisième porte sur la géographie et la végétation ; le quatrième sur les astres ; le cinquième sur les animaux marins et les oiseaux ; le sixième sur les animaux terrestres ; le septième, le plus long, sur l'homme. Cet ouvrage fut laissé inachevé et fut complété après la mort de l'auteur par son ami Georges, dit « l'évêque des Arabes ». C'est moins une œuvre de théologie qu'une œuvre de science (grecque), selon l'abbé Paulin Martin, en fait une sorte d'encyclopédie scientifique. Il en reste deux manuscrits conservés à Leyde et à Lyon.
Sont également préservés de Jacques d'Édesse un certain nombre de textes de différentes formes sur la liturgie et le droit canon, plusieurs homélies, et de nombreuses lettres (au moins quarante-six conservées) adressées notamment à des personnes le consultant sur différents sujets.
Jacques fut d'autre part l'auteur d'une Chronique historique qui était en fait une traduction en syriaque, une révision et une continuation de la Chronographie d'Eusèbe de Césarée, laquelle racontait l'histoire du monde de la Création jusqu'au règne de l'empereur Constantin ; Jacques continua le récit jusqu'à la fin du premier règne de l'empereur Justinien Rhinotmète pour les Byzantins (695) et ʿAbd-el-Malik pour les Arabes (705). Il n'en reste plus que 23 feuillets conservés à la British Library, mais cette Chronique est décrite par Michel le Syrien au livre 7 de sa propre compilation historique, et elle a été largement utilisée, non seulement par ce dernier, mais aussi par Élie de Nisibe. Comme historien, Jacques d'Édesse est également l'auteur d'une biographie de Jacques de Saroug.
Jacques d'Édesse est resté célèbre, d'autre part, pour ses travaux de grammairien : il composa une Grammaire syriaque dont on garde seulement des fragments, et il tenta d'introduire l'usage systématique des voyelles dans l'alphabet syriaque, en les empruntant à l'alphabet grec. Cette entreprise n'eut qu'un succès partiel, mais il a contribué à l'invention des signes vocaliques que les Syriens occidentaux (jacobites et maronites) placent, non pas sur la ligne, comme il le voulait, mais au-dessus ou au-dessous des consonnes.
Comme traducteur du grec en syriaque, ses travaux ont notamment concerné l'œuvre de Sévère d'Antioche : il a traduit ses Homélies cathédrales et ses Hymnes (ou au moins révisé la traduction dans ce dernier cas). Il a traduit aussi un livre apocryphe intitulé l'Histoire des Réchabites, et une partie de l'Organon d'Aristote (au moins les Catégories).
Enfin, pour être complet, il faut citer son Manuel, dans lequel il explicite le sens de termes techniques du vocabulaire de la philosophie.

## La science de Jacques d'Édesse
Disciple des Grecs, de Jean Philopon et de Sévère Sebôkht, Jacques savait évidemment que la Terre était ronde : il se la représentait comme une sphère imparfaite (« qu'un homme sage, intelligent et instruit, parmi ceux qui m'écoutent, prenne un morceau de pâte, autant qu'en peuvent contenir ses deux mains, qu'il la travaille et en fasse une sphère. Ensuite, avec sa main, il pressera cette sphère de pâte, de manière à lui donner une autre forme et à la faire passer de la sphère parfaite à une sphère un peu oblongue et resserrée. Avec ses doigts il y pratiquera, ici et là, des creux, des ondulations, des élévations. Telle est à peu près la forme de la Terre qu'un homme doit s'imaginer. »). Quant à ses dimensions, il écrit « de l'ouest à l'est, la terre émergée occupe la moitié de la sphère, du nord au sud le sixième : elle est donc trois fois plus longue que large. […] Elle a en long environ 13 000 milles [soit 19 250 km environ] et en large 4 500 milles [6 700 km] », ce qui fait une sphère de 38 500 km de circonférence. Jacques essaie d'ailleurs à partir de ces dimensions d'estimer le poids du globe terrestre. La phrase suivante a enflammé l'imagination de l'abbé Martin et sans doute d'autres lecteurs de Jacques d'Édesse : « On dit qu'en face de l'Espagne et des Colonnes d'Hercule, jusqu'au pays des Chinois, lequel est à l'orient de l'Inde, il y a une terre inconnue et inhabitée. »
Dans son discours sur l'astronomie, Jacques souligne entre autres que la Lune et les planètes ne produisent pas elles-mêmes de lumière ; que les phases de la Lune sont une simple question de perspective. Il donne précisément la longueur des jours et des nuits sous chaque latitude, en hiver et en été (à Alexandrie, à Merv, etc.), depuis « la région brûlante située au sud du pays de Couch », où jours et nuits sont égaux et invariables, jusqu'à « l'île de Thulé, qui est au milieu de l'océan du nord » (où le jour est de 20 heures et la nuit de 4 heures en été, l'inverse en hiver), et enfin au pôle, où les jours et les nuits sont alternativement de six mois sans interruption.

### Éditions des textes
- J.-B. Chabot et A. Vaschalde (éd.), Jacobi Edesseni Hexaemeron, texte syriaque et traduction latine, CSCO 92 et 97 (Script. Syr. 44 et 48), Louvain, 1928-1932.
- A. Salvesen (éd.), The Books of Samuel in the Syriac Version of Jacob of Edessa, texte syriaque et traduction anglaise, Brill, Leyde, 1999.
- G. Phillips (éd.), Scholia on Passages of the Old Testament, texte syriaque et traduction anglaise, Williams and Norgate, Londres, 1864.
- C. Kayser (éd.), Die Canones Jacobs von Edessa, texte syriaque et traduction allemande, J. C. Hinrichs, Leipzig, 1886.
- W. Wright (éd.), Two Epistles of Mar Jacob, Bishop of Edessa (lettres 12 et 13), texte syriaque, Journal of Sacred Literature and Biblical Record, janvier 1867.
- G. Phillips (éd.), A Letter by Mar Jacob, Bishop of Edessa, on Syriac Orthography, texte syriaque et traduction anglaise, Williams and Norgate, Londres, 1867.
- Chronique dans Chronica minora pars tertia, II, CSCO, Scriptores Syri, Series tertia, t.IV, Paris 1904.
- Plusieurs lettres présentées et traduites en français par F. Nau dans la Revue de l'Orient chrétien : no 5, 1900, p. 581-596 (une lettre à Jean le Stylite sur la chronologie biblique et la naissance du Messie) ; no 6, 1901, p. 115-131 (une lettre au diacre Georges sur une hymne de saint Éphrem) et p. 512-531 (lettre sur la généalogie de la sainte Vierge) ; no 10, 1905, p. 197-208 et 258-282 (traduction des lettres XII et XIII) ; no 14, 1909, p. 427-440 (cinq lettres à Jean le Stylite).
- (en) E. W. Brooks (éd.), James of Edessa: The Hymns of Severus of Antioch and others, PO 26 (t. 6, fasc. 1) et 35 (t. 7, fasc. 5).
- 125 Homélies cathédrales de Sévère d'Antioche dans la traduction de Jacques d'Édesse occupent 17 fascicules de la collection Patrologia Orientalis (PO 15, 37, 57, 81, 97, 108, 112, 121, 124, 127, 138, 165, 167, 169, 170, 171, 175).

### Études
- Paulin Martin, « L'Hexaéméron de Jacques d'Édesse », Journal asiatique, Sér. 8, T. 11 (1888), p. 155-219[14] et 401-490[15] (consultable sur Gallica).
- Arthur Hjelt, Études sur L'Hexaméron de Jacques d'Édesse, Helsingfors, 1892.
- Alfred-Louis de Prémare, Les Fondations de l’islam. Entre écriture et histoire, Le Seuil, 2002. Notice sur Jacob d'Édesse.